# Ministero dell'agricoltura (Francia)
Il Ministero dell'agricoltura (in francese Ministère de l'Agriculture), dal 2022 Ministero dell'agricoltura e della sovranità alimentare (Ministère de l'Agriculture et de la Souverainité Alimentaire) è un dicastero del governo francese incaricato della regolamentazione e delle politiche per l'agricoltura, l'alimentazione e la silvicoltura.
La sede del Ministero si trova nell'Hôtel de Villeroy, al n. 78 di rue de Varenne nel VII arrondissement di Parigi, adiacente all'Hôtel Matignon.
Prima del 21 giugno 2012, il mandato del Ministero era leggermente diverso; il suo titolo completo era Ministero dell'agricoltura, dell'alimentazione, della pesca, degli affari rurali e della pianificazione territoriale (in francese: Ministère de l'Agriculture, de l'Alimentation, de la Pêche, de la Ruralité et de l'Aménagement du territoire).
Le direzioni regionali per l'alimentazione, l'agricoltura e le foreste (DRAAF) sovrintendono all'attuazione delle politiche per l'agricoltura, l'alimentazione (in particolare la sicurezza sanitaria), l'acquacoltura e le foreste. Le loro responsabilità riguardano il contenuto e l'organizzazione dell'educazione agricola. Contribuiscono alla politica occupazionale nei settori agricolo, agroalimentare, forestale e dell'acquacoltura di acqua dolce.

## Funzioni e attribuzioni
Il ministero esercita le sue funzioni in molte aree:
- sicurezza e qualità degli alimenti;
- promozione e scambi all'interno dell'Unione europea e nel mondo;
- formazione agricola e occupazione nelle zone rurali;
- sviluppo e pianificazione delle aree rurali;
- qualità e disponibilità dell'acqua;
- salvaguardia dell'ambiente e gestione delle aree naturali;
- protezione sociale agricola e legislazione sul lavoro agricolo.

Per l'attuazione delle politiche relative alla pesca marittima e all'acquacoltura marina, il ministero dispone di quattro direzioni interregionali del mare, servizi decentralizzati del ministero responsabili dell'ecologia.
Il ministero ha 40.000 persone sparsi in tutta la Francia, più della metà (21.000) dei quali lavora nell'educazione agricola.